# Dieter Fuchs (Politiker)
Dieter Fuchs (* 1933) ist ein deutscher Verwaltungsjurist und Politiker (CDU).

## Beruf und Familie
Dieter Fuchs studierte Rechtswissenschaften an der Universität zu Köln. Dort wurde er 1953 Mitglied der katholischen Studentenverbindung A. V. Rheinstein Köln im CV. 1961 wurde er in Köln zum Dr. iur. promoviert.
Von 1962 bis 1968 war er als Richter tätig; von 1968 bis 1973 als Regierungsdirektor im Bundesministerium der Justiz.
Er ist verheiratet und hat fünf Kinder.

## Politik
Dieter Fuchs ist Mitglied der CDU; er war langjährig im Kreisvorstand der CDU im Oberbergischen Kreis engagiert.
Fuchs war von 1973 bis 1979 Stadtdirektor in Wiehl. 1978 wurde er als Nachfolger von Friedrich-Wilhelm Goldenbogen zum Oberkreisdirektor des Oberbergischen Kreises gewählt. Er wechselte 1987 zum Landschaftsverbandes Rheinland (LVR) und war von 1987 bis 1995 dessen Direktor.
1994 geriet Fuchs in die Schlagzeilen, als der Landschaftsverband Rheinland in Köln, immerhin Deutschlands größter Sozialhilfeträger, ein Loch von 100 Millionen Mark in der Kasse aufgrund hoher Sozialausgaben bekannt geben musste.

## Ehrenämter
Fuchs war seit Gründung der Oberbergische Gesellschaft zur Hilfe für psychisch Behinderte im Jahre 1978 Erster Vorsitzender bis zu seinem Ruhestand 2003. Von 1996 bis 2004 war er Vorsitzender des Fördervereins Museum Schloss Homburg.
Fuchs war unter anderem Mitglied im Kirchensteuerrat des Erzbistums Köln.